# دیویس (داکوتای جنوبی)
دیویس(به انگلیسی: Davis) شهری در ایالت داکوتای جنوبی کشور ایالات متحده آمریکا است که جمعیت آن در سرشماری سال ۲۰۱۰ میلادی، ۸۵ نفر بوده‌است.